# Nils Rosén von Rosenstein
Pour les articles homonymes, voir Rosenstein.
Nils Rosén von Rosenstein est un médecin, anatomiste et naturaliste suédois, né à Sexdrega (province de Västergötland) le 11 février 1706 et décédé à Uppsala le 16 juillet 1773.

## Biographie
Il est considéré comme le fondateur de la pédiatrie. Il fait paraître en 1752 son traité de médecine familiale De Morbis infantum  qui sera traduit dans de nombreuses langues (huit langues dans vingt-cinq éditions jusqu’à la dernière édition suédoise de 1851). Il est traduit en français en 1778 par Jean Baptiste Lefebvre de Villebrune (1732-1809) sous le titre de Traité des Maladies des Enfants. Ouvrage qui est le fruit d'une longue observation, & appuyé sur les faits les plus authentiques (chez Pierre Guillaume Cavelier, Paris).
Voulant toucher le plus grand nombre, Rosén von Rosenstein, présente ses idées sous la forme d’un almanach. Il s’intéresse notamment à la vaccination contre la variole.
Il enseigne la médecine à l’Université d'Uppsala où Carl von Linné (1707-1778) est son collègue.

## Abréviations botaniques
Nils Rosén von Rosenstein est l'un des rares botanistes à avoir deux abréviations reconnues et conservées sciemment. L'abréviation botanique N.Rosén est appliquée aux espèces décrites jusqu'en 1762, à partir de cette date, c'est l'abréviation Rosenstein qui doit être utilisée.